# Alternosfera
Alternosfera este o formație de rock alternativ, fondată la 13 decembrie 1998 în Chișinău. A lansat până în prezent 6 albume și un EP. Trupa este compusă din Marcel Bostan – voce, clape; Marin Nicoară – chitară, clape; Sergiu Aladin – chitară; Dumitru Costin – chitară bas și Eugen Berdea – baterie.
În decembrie anului 2024 formația Alternosfera a fost distinsă cu titlul onorific „Colectiv Artistic Emerit”, „pentru rolul și impactul semnificativ în evoluția și afirmarea muzicii rock autohtone, precum și pentru promovarea imaginii Republicii Moldova pe plan internațional.”

## Istoria formației

### Începuturi
Alternosfera a fost fondată în liceu, prima repetiție având loc la 13 decembrie 1998. Pe parcursul anilor, formația și-a schimbat componența, având în prezent doar trei membri din formula inițială, Marcel, Marin și Dumitru. În primii ani de existență, formația își caută tematica și stilul, experimentează cu diverse instrumente și acumulează experiență înregistrând primele demo-uri. Primul concert are loc în data de 23 noiembrie 1999, în Chișinău.

### Primele albume (2005–2011)
Primul album "Orașul 511" a fost lansat în mai 2005, iar denumirea albumului provine de la sala unde formația își avea repetițiile, garajul nr. 511 dintr-o zonă de garaje în sectorul Râșcani, Chișinău. Albumul include piesa “Wamintirile”, piesa ce a „invadat” posturile de radio și televiziune din Republica Moldova și România.
Cel de-al 2-lea album al formației, "Visători cu plumb în ochi sau ultima scrisoare pentru femeia nordică" a văzut lumina zilei în iunie 2007. Prin acest album Alternosfera a vrut să pună punct perioadei romantismului liric în creația sa.
În toamna 2008, Alternosfera lansează EP-ul "Flori din groapa Marianelor" care includea piesele „Flori de Mai” și „Mariane Flori”.

### ePIsodiașiVirgula(2012)
Virgula reprezintă prima parte dintr-un triptic conceptual al formației Alternosfera, numit ePIsodia, ce cuprinde 3 CD-uri: „Virgula”, „3” și „14”.
Chintesența tripticului ePIsodia gravitează în jurul celei mai importante și celebre constante matematice PI (π). Învăluită în trecut de misticism, constanta π, datorită relației sale cu natura cercului, este inseparabilă de sferă și univers. Conceptul ePIsodia își propune să devină inseparabil de Alternosfera și universul său: publicul. 
Virgula reprezintă miezul tripticului ePIsodia, titlul pe care îl poartă al 3-lea album cu 14 piese: 3,14. Virgula separă și unește în același timp întregul de fracționar, raționalul de irațional, realitatea de vis, sentimentele distincte și episoadele discrete de șirul continuu al vieții, șir plasat în labirintul  Alternosfera – Sfera – Cerc – π – 3,14 – al 3-lea album – Virgula – 14 piese – piesa a 3 de pe album e Virgula și are 3:14.
Single-ul „Aruncă-mi” a fost difuzat în primăvara lui 2012 și a fost No 1. în TopShow Radio Guerrilla timp de mai multe săptămâni, iar mai târziu în 2012, „Două Eve” s-a aflat în heavy rotation la Radio Guerrilla.
Albumul a fost lansat în octombrie 2012.

### Epizodia(2013)
După lansarea primei părți a tripticului, Alternosfera s-a reîntors în studio după aniversarea formației de 14 ani. În primă parte,băieții au realizat demo-urile în studio-ul lor și apoi au intrat în alt studio pentru a înregistra melodiile. Epizodia a fost lansată pe data de 14 martie 2013, ziua numărului PI, în clubul Silver Church. Piesa ,,Epizodia” a beneficiat, de asemenea, de un videoclip.

### Haosoleum(2013–2015)
În 2014, Alternosfera începe partea a III-a a tripticului Epizodia. Inițial această parte era programată să fie 14 piese de pe Epizodia și Virgula filmate în diferite locații. Din motive tehnice, s-a renunțat la acest proiect și în vara anului 2014 au loc primele demo-uri ale formației.
Pe data de 21 noiembrie 2014 Alternosfera cântă pentru a III-a oară la Arenele Romane. După concert, trupa reintră în studio pentru a munci la noul album. În trupă revine Eugen Berdea, fostul toboșar.
La începutul anului 2015, Alternosfera susține câteva concerte cu noul toboșar. În setlist se adaugă piese necântate de multă vreme (Nu e nimeni vinovat, Rugi, 1500, Mai am). Alternosfera continuă să susțină concerte, iar în iunie 2015 trupa programează lansarea celei de a III-a părți pe data de 2 octombrie 2015, mai târziu reprogramată pe 9 octombrie 2015, la Arenele Romane. La Shine, în iulie 2015, trupa interpretează prima melodie de pe album "Dialog K".
În perioada august-septembrie trupa achiziționează cea mai mare parte a albumului. Pe 17 septembrie 2015, Alternosfera încarcă pe canalul de youtube primul single "Din păcate", urmate de ''Drumul tristeților part II(bijutierul)'',"Cad Fulgi", "Haosoleum'' și "Cheamă-mă".
Pe 17 octombrie, are loc lansarea albumului la Chișinău, fiind ultimul concert cu fostul basist Dima Scripnic.
Albumul a fost realizat în studioul Alternosferei, partea de mixaj si masterizare făcându-se în studioul Life.N.Co din Chișinău.

### Architectul din Babel(2019)
Alternosfera a lansat noul album Architectul din Babel pe 4 iulie 2019. Formația a filmat 3 videoclipuri – pentru piesele Lucis, Fântânile și Amanet.

### Mutarea trupei în România
La sfârșitul lunii februarie 2022 membrii trupei Alternosfera s-au mutat în orașul Sibiu din România. Marcel Bostan a recunoscut că, împreună cu colegii săi, se gândea de mult timp la această decizie, însă pasul decisiv a fost luat odată cu începerea războiului în Ucraina. Trupa a reamenajat studioul la Sibiu, însă, colectivul nu exclude mutarea ulterioară a trupei în capitala României, la București.

### Steaguri fără culori, Theatroll, Unplugged (2022–2025)

#### Theatroll
La finalul lunii septembrie 2022 Alternosfera a lansat proiectul Theatroll (teatru + rock 'n' roll) – seria de concerte, pe care formația le susține în cele mai frumoase săli de teatru, operă și filarmonică din Romania și Republica Moldova. În cadrul evenimentelor Theatroll sunt prezentate piese din discografia trupei, reinterpretate și cântate alături de orchestră. 
”Theatroll a pornit din dorința de a le oferi prietenilor noștri, fanii muzicii Alternosfera, o serie de concerte în care cele mai iubite piese ale noastre să fie reinterpretate și cântate pe scenă, alături de orchestră. Pentru Theatroll vom schimba scena de club și de festival cu o scenă de teatru, unde luminile, decorul și costumele ne vor ajuta să construim, alături de publicul nostru, un nou univers” - au precizat membrii formației Alternosfera într-un comunicat de presă. 
| Set list: 1. Orice gând 2. 1500 3. O lume la picioare 4. Armata 5. Amanet 6. Cocori 7. Nu e nimeni vinovat 8. Fântânile | 1. Punct 2. Trei luni 3. Astă vară 4. Sărmanul Dionis 5. Haosoleum 6. Dialog K 7. Flori de mai Bis: 1. Picaj |

Note:
- În timpul concertului de la Sala Palatului pe 28 ianuarie 2024, „Femeia nordică” a fost adăugată la bis, venind înainte de „Picaj”.

"Acum, când ai foarte multe piese și câți oameni, atâtea gusturi, există niște scheme după care îți alcătuiești programul pe care îl cânți. Adică, cinci – șase hituri prestabilite, pe care obligatoriu trebuie să le cânți. Bagi și material din ultimul album și mai bagi o piesă – două care sunt de suflet, pe care vrei neapărat să le cânți. Când lucrezi ani de zile după schema respectivă, rămâne foarte mult material în spate. Cumva, erau piese lansate care nu au fost cântate nici măcar o dată în concert. Theatroll” e o ocazie să dăm suflu nou unor piese", a relatat vocalistul Alternosfera Marcel Bostan despre idea și conceptul proiectului Theatroll.

#### „Bonjour Madame”, „Imnuri de război” și „Aritmii”
În anul 2021 Marcel Bostan într-un interview a spus că Alternosfera lucrează la un nou album cu un inginer de sunet dublu premiat cu Grammy, ce a colaborat anterior cu Muse, Foo Fighters, printre alții.  
- Cu materialul ăsta, noi am ajuns la concluzia că nu mai putem să mixăm în Chișinău. Acum mixăm cu un domn, Adrian Bushby. Domnul este unul mega respectabil: are două Grammy-uri – unul pentru Muse – "The Resistance" și unul e pentru Foo Fighters, din 2007, nu mai țin minte exact cum se numește albumul. A lucrat cu nume foarte mari, gen U2, Placebo și tot așa. Și am dat materialul, avem premixurile făcute, sună absolut diferit. Ca să înțelegi, am tradus textul și în engleză, am povestit care-i istoria. A fost așa o surpriză pentru noi că am fost acceptați de el pentru o colaborare și lucrăm înainte, sperăm să fie bine, a povestit Marcel. 
În octombrie 2022 într-un alt interview Marcel a spus că albumul va fi lansat în primăvară sau toamnă 2023.  
- În noiembrie vom avea câteva evenimente eclectice. Am hotărât că totuși vom lansa o piesă, care este gata din luna iunie, o să avem după aceea încă o serie de evenimente indoor, iar după aceea venim cu CD-ul 'Theatroll' și un nou album. Noi ne dorim foarte mult să reușim să-l scoatem în primăvară, avem majoritatea materialelor finalizate, dar este în proces de mixare. Dacă nu vom reuși să fim gata în primăvară, cu siguranță în toamnă va fi gata și va ieși pe piață, a mai spus liderul trupei. 
Pe 25 noiembrie Alternosfera a lansat clipul video "Bonjour Madame", primul single de pe viitorul album. Pe 24 februarie 2023 – ziua care marchează un an de la invazia Rusiei în Ucraina – Alternosfera a prezentat al doilea single de pe noul album și clipul video; piesa a fost intitulată "Imnuri de război".
1 noiembrie 2023 în cadrul emisiunii Prima Ora Bostan a anunțat că noul album va fi lansat "în anul 2024." Pe 11 noiembrie 2023, a ieșit a treia piesa de pe album, care se numește Aritmii. Dar din motive necunoscute, albumul 

#### Unplugged
Pe 6 Februarie 2024, Alternosfera a anunțat proiectul Unplugged, primul lor turneu acustic, care s-a desfășurat prin pirmăvara 2024. Înainte să inceapă turneul, fanii trupei au avut oportunitate să se inregistreze interpretând o piesa a trupei și s-o trimitâ trupei, și fanii cu cele mai impresionante performanțe au fost invitați să vină pe scenă la concertul din orașul lor și să cânte melodia selectată in fața publicului.

#### Steaguri fără culori
În octombrie 2024, Alternosfera a dezvăluit albumul lor nou, numit Steaguri fără culori, care se învârte puternic în jurul temei războaielor. Turneul de promovare, care se află în desfăsurare, a început în Chișinău pe 8 februarie 2025. Albumul este programat să apară în aprilie 2025.
- "Alternosfera vine din Republica Moldova, unde atât politicul, cât și oamenii, au greșit de-atâtea ori în alegerile pe care le-au făcut. Astăzi ne uităm către România și sperăm ca aceleași greșeli să nu fie repetate și aici. Inițial, ne doream să facem public numele noului album de ziua trupei, pe 13 decembrie, dar am simțit nevoia unui nou „statement”. Vă prezentăm astăzi numele și conceptul celui mai nou album, care este o reflecție profundă asupra efectelor propagandei și manipulării. „Steaguri fără culori” este numele celui de-al șaptelea album Alternosfera și aduce în prim plan modul în care manipularea, propaganda, minciuna și teama se îmbină, iar rezultatul este o puternică lovitură dată adevărului, care ajunge să se piardă asemenea culorilor dintr-un steag spălat."

## Stilul muzical
Alternosfera practică un metal alternativ melodic, cu clapa care "duce" toată melodia. Versurile lor sunt de cele mai multe ori de dragoste, avand însă și conotații sociale sau politice. Ca sound, Alternosfera este unică în momentul de față pe piața muzicală moldovenească, contextul lor de influențe variind de la anii '80 la grunge-ul Seattle-ului anilor 90. 
Vocea lui Marcel este bogată ca inflexiuni, având și o linie lirică dezvoltată și exersată, cât și puterea de a "urca" foarte mult. Melodicitatea lor specifică este dată și de faptul că majoritatea pieselor au "lead"-ul de pian clasic.
"Alternosfera iese în față cu formula unei compoziții melodioase împănate cu distorsuri violente de chitară peste care este presarată o limbă româna tainică”, spune Bogdan Șerban, realizator Top Show Radio Guerrilla.

## Membrii formației
- Marcel Bostan – voce, clape (1998–prezent)
- Marin Nicoară – chitară, clape (1998–prezent)
- Sergiu Aladin – chitară, clape (2006–prezent)
- Eugen Berdea – baterie (2008–2012, 2014–2021, 2025–prezent)
- Dumitru Costin – chitară Bas (1998–2004, 2006–2007, 2016–prezent)

### Foști membri
- Andrei Ciobanu – chitară bas (2004–2006)
- Victor Coșparmac – chitară bas (2007–2014)
- Dima Scripnic – chitară bas (2014–2015)
- Serj Crasnov – chitară bas (2015–2016)
- Vlad Hohlov – baterie (1999–2006)
- Max Koporski – baterie (2007–2008)
- Anatolii Pugaci – baterie (2012–2014)
- Nick Russu – baterie (mai 2021–2024)
- Olga Vîrlan – violoncel
- Mirza Vitalie – vioară
- Vitalie Chian – clape (2005–2009)

## Discografie
| Titlu                                                                | Data publicării   | Casă de discuri |
| -------------------------------------------------------------------- | ----------------- | --------------- |
| Orașul 511                                                           | 28 mai 2005       | Art-Sfera       |
| Visători cu plumb în ochi sau ultima scrisoare pentru femeia nordică | 16 iunie 2007     | Art-Sfera       |
| Flori din groapa Marianelor EP                                       | 12 octombrie 2008 | Art-Sfera       |
| Virgula                                                              | 5 octombrie 2012  | Art-Sfera       |
| Epizodia                                                             | 14 martie 2013    | Sphere Records  |
| Haosoleum                                                            | 9 octombrie 2015  | Sphere Records  |
| Arhitectul din Babel                                                 | 3 iulie 2019      | Sphere Records  |
| Steaguri fără culori                                                 | inca nelansat     | Sphere Records  |